# Aywaille
Aywaille är en kommun i Belgien.   Den ligger i provinsen Liège och regionen Vallonien, i den östra delen av landet, 100 kilometer öster om huvudstaden Bryssel. Antalet invånare är 11 900.
I omgivningarna runt Aywaille växer i huvudsak blandskog. Runt Aywaille är det ganska tätbefolkat, med 83 invånare per kvadratkilometer.